# Bèlfort de Rebentin
Bèlfort de Rebentin (en francès Belfort-sur-Rabenty) és un municipi francès situat al departament de l'Aude i a la regió d'Occitània. L'1 de gener del 2022 tenia 24 habitants.